# Plouguernével
 Plouguernével  (en bretón Plougernevel) es una población y comuna francesa, situada en la región de Bretaña, departamento de Côtes-d'Armor, en el distrito de Guingamp y cantón de Rostrenen.

## Demografía
| 2426 | 2888 | 3342 | 3585 | 3255 | 2222 |
| Para los censos de 1962 a 1999 la población legal corresponde a la población sin duplicidades (Fuente: INSEE [Consultar]) |      |      |      |      |      |